# (1036) Ganymed
(1036) Ganymed ist ein erdnaher Asteroid vom Amor-Typ und wurde am 23. Oktober 1924 von Walter Baade an der Sternwarte Bergedorf bei Hamburg entdeckt. Der Planetoid ist nach einer Figur aus der griechischen Mythologie benannt, siehe Ganymed (Mythologie).
Die Bahn von Ganymed ist 26,697° gegen die Ekliptik geneigt, die Bahnexzentrizität beträgt 0,534.
Ganymed hat einen Durchmesser von etwa 31,7 Kilometern und ist damit der größte bekannte Amor-Asteroid.
Ganymed ist auch der Name eines Jupiter-Monds.